# Cantón de Fontenay-sous-Bois-Oeste
El cantón de Fontenay-sous-Bois-Oeste era una división administrativa francesa que estaba situada en el departamento de Valle del Marne, en la región de Isla de Francia.

## Composición
El cantón estaba formado por una fracción de la comuna que le daba su nombre:
- Fontenay-sous-Bois (fracción)

## Supresión del cantón de Fontenay-sous-Bois-Oeste
En aplicación del Decreto n.º 2014-171 de 17 de febrero de 2014, el cantón de Fontenay-sous-Bois-Oeste fue suprimido el 22 de marzo de 2015 y la fracción de la comuna que le daba su nombre se unió a la otra fracción para formar el nuevo cantón de Fontenay-sous-Bois.